# Grzebieńczyk
Grzebieńczyk (Aselliscus) – rodzaj ssaków z rodziny płatkonosowatych (Hipposideridae).

## Rozmieszczenie geograficzne
Rodzaj obejmuje gatunki występujące w Azji i na wyspach Oceanii.

## Morfologia
Długość ciała (bez ogona) 35–50 mm, długość ogona 19,9–44 mm, długość ucha 8–15 mm, długość tylnej stopy 5–10 mm, długość przedramienia 36,5–45,6 mm; masa ciała 4–8 g.

## Systematyka
Rodzaj zdefiniował w 1941 roku amerykański botanik i zoolog George Henry Hamilton Tate w artykule zatytułowanym Uwagi na temat niektórych liścionosowatych ze Starego Świata, opublikowanym w czasopiśmie „American Museum novitates”. Gatunkiem typowym jest (oryginalne oznaczenie) grzebieńczyk wyspowy (A. tricuspidatus).

### Etymologia
Aselliscus: rodzaj Asellia J.E. Gray, 1838 (grzebieniec); łac. przyrostek zdrabniający -iscus.

### Podział systematyczny
Do rodzaju należą następujące gatunki:
| Grafika | Gatunek                  | Autor i rok opisu                                                                               | Nazwa zwyczajowa       | Podgatunki         | Rozmieszczenie geograficzne | Podstawowe wymiary                                           | Status IUCN |
| ------- | ------------------------ | ----------------------------------------------------------------------------------------------- | ---------------------- | ------------------ | --- | ------------------------------------------------------------ | ----------- |
|         | Aselliscus dongbacanus   | Vuong Tan Tu, Csorba, T. Görföl, S. Arai, Nguyen Truong Son, Thanh Trung Hoang & Hassanin, 2015 |                        | gatunek monotypowy | endemit Wietnamu (obszary krasowe i górskie, w tym niektóre wyspy na morzu); zakres wysokości: 0–500 m n.p.m.                                                                        | DC: 3,5–4,7 cm DO: 3,6–4,2 cm DP: około 4,3 cm MC: 4–8 g     | NT          |
|         | Aselliscus stoliczkanus  | (Dobson, 1871)                                                                                  | grzebieńczyk azjatycki | gatunek monotypowy | północno-wschodnia Mjanma i południowo-środkowa Chińska Republika Ludowa na południe do południowej Tajlandii, środkowego Laosu i środkowego Wietnamu, a także wyspy Penang i Tioman | DC: 4–5 cm DO: 3,3–4,4 cm DP: 3,9–4,5 cm MC: około 6,9 g     | LC          |
|         | Aselliscus tricuspidatus | (Temminck, 1835)                                                                                | grzebieńczyk wyspowy   | 4 podgatunki       | Moluki, Nowa Gwinea (wschodnia, kontynentalna część i najbliższe wyspy), Archipelag Bismarcka, Wyspy Salomona i północne Vanuatu; zakres wysokości: 0–900 m n.p.m.                   | DC: 3,6–4,9 cm DO: 1,7–2,7 cm DP: 3,6–4,5 cm MC: około 4,6 g | LC          |

Kategorie IUCN:  LC  – gatunek najmniejszej troski,  NT  – gatunek bliski zagrożenia.